# Garmābsard
Garmābsard (persiska: گَرم آبسَرد, Garm Ābsard, Garmābsar, گرمابسر, گرمابسرد) är en ort i Iran.   Den ligger i provinsen Teheran, i den centrala delen av landet, 90 km öster om huvudstaden Teheran. Garmābsard ligger 1 989 meter över havet och antalet invånare är 899.
Terrängen runt Garmābsard är huvudsakligen kuperad, men åt sydost är den bergig. Runt Garmābsard är det ganska glesbefolkat, med 23 invånare per kvadratkilometer. Närmaste större samhälle är Kīlān, 19,0 km nordväst om Garmābsard. Trakten runt Garmābsard består i huvudsak av gräsmarker.